# Kasachischer Amateurfunkverband
Der Kasachische Amateurfunkverband (KFRR), kasachisch Қазақстанның Радиоспорт және Радиоәуесқой Федерациясы (Qazaqstannıñ Radïosport jäne Radïoäwesqoy Federacïyası), russisch Казахстанская Федерация Радиоспорта и Радиолюбительства (Kazakhstanskaya Federatsiya Radiosporta i Radiolyubitel'stva), englisch Kazakhstan Federation of Radiosport and Radio Amateur, deutsch wörtlich „Kasachischer Verband für Radiosport und Amateurfunk“, ist die nationale Vereinigung der Funkamateure in Kasachstan.
Die KFRR ist eine gemeinnützige und öffentliche Organisation, die Funkamateure in Kasachstan auf freiwilliger Basis und ohne kommerzielle Interessen miteinander vereint. Sie wurde am 16. April 2007 offiziell beim Justizministerium registriert, das ihr die Befugnis erteilt hat, die Republik Kasachstan bei  einschlägigen internationalen Organisationen zu vertreten.
Sie organisiert und veranstaltet Amateurfunkwettbewerbe, wie 
Hochgeschwindigkeits-Funktelegrafie und Amateurfunkpeilen. Außerdem verfügt sie über ein eigenes QSL-Kartenbüro.
Entsprechend der politischen Verwaltungsgliederung des Landes ist auch die KFRR in Bezirke gegliedert, die jeweils von einem eigenen „Filialdirektor“ (Филиал директоры) geleitet werden. Dazu gehören:
- Almaty,
- Aqmola,
- Aqtöbe,
- Astana,
- Atyrau,
- Nordkasachstan,
- Ostkasachstan,
- Qaraghandy,
- Qostanai,
- Schambyl,
- Türkistan mit Schymkent und
- Westkasachstan.

Die KFRR ist Mitglied in der International Amateur Radio Union (IARU Region 1), der internationalen Vereinigung von Amateurfunkverbänden, und vertritt dort die Interessen der Funkamateure des Landes.